# سپتوم افقی
سپتوم افقی یا عرضی (به انگلیسی: Septum transversum) توده‌ای ضخیم از مزانشیم جمجمه‌ای است که در رویان ایجاد می‌شود و بخش‌هایی از دیافراگم قفسه سینه و روده‌بند شکمی پیش‌روده را در انسان رشدیافته و دیگر پستانداران ایجاد می‌کند.

## مشتقات
بخش جمجمه سپتوم افقی تاندون مرکزی دیافراگم را ایجاد می‌کند، و خاستگاه میوبلاست‌هایی است که به چین‌های پلوروپریتونئال حمله می‌کنند و سبب تشکیل دیافراگم ماهیچه‌ای می‌شود.